# جوزيف أوكوان
جوزيف أوكوان (بالإنجليزية: Joseph P. Aucoin)‏ هو ضابط بحري أمريكي، ولد في 25 أبريل 1957.